# Joseph Choffat
Joseph Félix Paul Choffat (Porrentruy, 8 oktober 1866 - aldaar, 8 oktober 1939) was een Zwitsers diplomaat. Hij was de Zwitserse vertegenwoordiger in Argentinië en in Oostenrijk-Hongarije.

## Biografie
Joseph Choffat studeerde in de Franse steden Montbéliard, Besançon en Rijsel. In Rijsel kreeg hij onder meer les van zijn landgenoot Auguste Béchaux. Nadien behaalde hij in 1890 een doctoraat in de rechten aan de Universiteit van Lausanne. Vervolgens zou hij van 1890 tot 1915 deel uitmaken van de Zwitserse diplomatie, verbonden aan het Departement van Buitenlandse Zaken.
Aanvankelijk was Choffat werkzaam als attaché op het hoofdkantoor in Bern. Tussen 1891 en 1895 was hij als secretaris actief bij de Zwitserse vertegenwoordiging in Buenos Aires. In 1895 werd hij overgeplaatst naar Rome. In 1899 vervolgens keerde hij terug naar Argentinië toen de Bondsraad hem benoemde als opvolger van Emile Rodé tot consul-generaal en minister-resident bij de Zwitserse zending in Buenos Aires, met nevenaccreditaties in buurlanden Paraguay en Uruguay. In 1904 ging de Bondsraad niet in op een voorstel van het Departement van Politieke Zaken om Choffat tot de rang van Zwitsers gezant te verheffen. Deze titel zou hij later alsnog verkrijgen als hij de overleden Fernand du Martheray zou opvolgen als Zwitsers gezant in Wenen, in Oostenrijk-Hongarije.
Begin 1915 nam Choffat echter ontslag, officieel wegens familiale en gezondheidsredenen. Hij was slechts 48 jaar toen hij opstapte bij de Zwitserse diplomatie. Dit vervroegd ontslag was, naar men aanneemt, eerder te wijten aan spanningen tussen Choffat en het Departement van Politieke Zaken in het thuisland. Choffat overleed in 1939 op zijn 73e verjaardag.